# Smithia africana
Smithia africana là một loài thực vật có hoa trong họ Đậu. Loài này được (Endl.) Taub. miêu tả khoa học đầu tiên năm 1895.